# Kohtla-Uueküla
Kohtla-Uueküla is een plaats in de Estlandse gemeente Toila, provincie Ida-Virumaa. De plaats heeft de status van dorp (Estisch: küla).

## Ligging
Kohtla-Uueküla grenst in het oosten aan het stadsdeel Järve van de stad Kohtla-Järve en in het zuiden aan de ‘kleine stad’ Kohtla-Nõmme. De grens tussen Kohtla-Uueküla en Kohtla-Nõmme ligt iets ten noorden van de spoorlijn Tallinn - Narva. In het westen ligt het dorp Roodu. Hier vormt een goederenspoorlijn die aftakt van de lijn Tallinn-Narva (en langs de rivier Kohtla loopt) de grens. Ten noorden van het dorp ligt het dorp Aa in de gemeente Lüganuse.

## Geschiedenis
Kohtla-Uueküla bestaat pas sinds 1 april 2023. Uueküla betekent dan ook ‘nieuw dorp’. Het dorp werd gevormd door een deel van Kohtla-Nõmme en een deel van Roodu samen te voegen. Het initiatief voor de vorming van het dorp kwam van de bewoners van het gebied. Op 27 april 2022 besloot de gemeenteraad het verzoek te honoreren. Op 21 maart 2023 ging het ministerie voor Openbaar Bestuur officieel akkoord.